# بیان الحق بضمان الصدق
بیان الحق بضمان الصدق  تلخیصی از فلسفهٔ مشاء است که توسط ابوالعباس لوکری نوشته شده است. این کتاب حاوی بخش‌های منطق، طبیعیات و الهیات است اما برخلاف کتبی مانند شفاء فاقد بخش ریاضیات است. لوکری خود دربارهٔ انگیزه‌اش برای نوشتن این کتاب در مقدمهٔ آن می‌گوید:
وقتی همهٔ کتاب‌هایی را که در دربارهٔ علوم حکمت تألیف شده ملاحظه کردم، دیدم بعضی از آن‌ها بیش از اندازه طولانی و مفصلند و از این رو یادگیری و حفظ همهٔ آن‌ها از توان طالبان علم بیرون است؛ بعضی دیگر مختصر و دشواریاب هستند و تنها نکته‌هایی از اصول علم حکمت را شامل می‌شوند. اما در بین آن‌ها کتابی نیافتم که حد وسط بین افراط و تفریط باشد و در عین حال همهٔ مسائل علوم حکمت را که یک طالب حق به آن‌ها نیازمند است در بر داشته باشد و او را از کتاب‌های دیگر بی‌نیاز کند. از این رو اشتیاق پیدا کردم کتابی را با این ویژگی، به نحوی که هم شرح و هم تلخیص باشد، گرد آورم که از کتب منسوب به ابن‌سینا، فارابی و سایر قدما و متأخرین، استخراج شده باشد.

## پانوشت‌ها
1. ↑  محمدی, مقصود (1997-12-22). "تصحیح و تحقیقی « بیان الحق بضمان الصدق » بخش الهیات از ابو العباس لوکری". مقالات و بررسیها(منتشر نمی شود) (به انگلیسی). 62 (0). ISSN 1010-4968.
2. ↑  محمدی، مقصود (۱۳۹۰). «لوکری آخرین فیلسوف مشائی سینوی». تاریخ فلسفه (۲).